# 瘋馬夜總會
疯马夜总会（法語：Le Crazy Horse，原称），香港又稱癲馬夜總會、癲馬艷舞團，是一家位於法國巴黎的卡巴萊夜总会，舞台秀（由裸体女舞者參與表演）、魔术和综艺表演會在該夜總會舉辦，這些表演又被稱為瘋馬秀。瘋馬秀與麗都秀和紅磨坊並稱為法國巴黎三大秀。

## 歷史
1951年5月19日，阿兰·贝尔纳丁在巴黎右岸开设疯马夜总会。他在见到将色情与审美相结合的美国脱衣舞后萌生的这一想法。疯马夜总会位于巴黎第八区乔治五世大街12号一栋巴黎改造时期建筑的底层和地下室内。该建筑位于巴黎金三角的一侧，距离巴黎圣母院非常近。
1994年，阿兰·贝尔纳丁自殺後，瘋馬夜總會交由其三个子女经营。2005年，贝尔纳丁家族將夜總會出售給他人。新股东和新管理层接管后，夜總會負責人開始邀请知名艺人來夜總會進行脱衣表演。
2012年，夜總會的舞者们举行罢工，他們要求獲得更多的薪水。一些消息表示這些罷工舞者的工資最終提到每月2,000欧元，也有消息表示罷工舞者的工資上調了15%，不過夜总会的管理层對此予以否認。
2023年9月底，韩国女团BLACKPINK成员LISA在疯马夜总会出演「瘋馬秀」，成为首位登上“疯马秀”的亚洲明星。

## 另見
- 红磨坊
- 麗都夜總會
- 女神遊樂廳
- 巴黎賭場

## 外部鏈接
- Crazy Horse official website （页面存档备份，存于）
- Facade of Paris Crazy Horse
- History of Crazy Horse and La Femme
- Review of the documentary
- Mention of Alain Bernardin et Compagnie v. Pavilion Properties Ltd  suit （页面存档备份，存于）

48°51′57″N 02°18′06″E / 48.86583°N 2.30167°E